# 盧戈韋 (薩拉塔區)
46°15′12″N 29°49′30″E / 46.25333°N 29.82500°E
盧霍韋（烏克蘭語：Лугове）是位於烏克蘭西南部的村莊，由敖德萨州裡比爾霍羅德-德涅斯特羅夫斯基區的烏斯佩尼夫卡市鎮負責管轄。該村始建於1950年，面積0.25平方公里，海拔高度38米，2001年人口53，人口密度每平方公里212人。